# Greater Anglia

A Greater Anglia vasútvonalai

A Greater Anglia (hivatalos nevén Abellio East Anglia Limited) egy Nagy-Britanniában működő vasúttársaság, ami az Abellio, a holland nemzeti vasúttársaság, a Nederlandse Spoorwegen és a japán Mitsui közös vállalata. London Liverpool Street pályaudvarról indít vonatokat Essex, Suffolk, Norfolk, Hertfordshire és Cambridgeshire irányában, illetve regionális személyvonatokat is üzemeltet Kelet-Angliában.
Működését franchise rendszerben 2012. február 5-én kezdte Greater Anglia néven. 2013 decemberétől Abellio Greater Anglia névvel működött. 2015 májusában a vállalat számos vonalát vette át a londoni Overground és a TfL Rail, a Crossrail építésével összefüggésben és az új forgalmi rend előkészületei miatt.
2016 augusztusában az Abellio átszervezte a szolgáltatást, a franchise az East Anglia nevet vette fel, a cég 40%-át pedig 2017 márciusában a japán Mitsui vásárolta fel.

## Története

### Abellio franchise
2011 márciusában jelentette be a Közlekedési Minisztérium, hogy az Abellio, a Go-Ahead, és a Stagecoach maradt versenyben a korábban a National Express East Anglia által birtokolt franchise megvásárlásában. 2011 októberében az Abellio nyert és a National Express East Anglia vonalai átkerültek a Greater Angliához. A szolgáltatást 2012. február 5-én kezdték meg. A szerződésük eredetileg 2014 júliusáig szólt, de 2016-ig meghosszabbították. 2013 decemberétől Abellio Greater Anglia néven folytatták. 2015. május 31-én a Liverpool Streettől Enfield Townig, Cheshuntig és Chingfordig, illetve a Romford és Upminster közötti szakaszok a londoni Overground részei lettek, a Liverpool Street és Shenfield közötti részt pedig a TfL vette át és indította el a TfL Rail szolgáltatását.

### Szerződéshosszabbítás
2015 júniusában a szerződésérért az Abellio-Stagecoach közös pályázat, a FirstGroup és a National Express maradt versenyben. 2015 decemberében a Stagecoach visszalépett, az Abellio pedig úgy döntött egyedül is folytatja.
2016 augusztusában bejelentették, hogy az Abbelio ajánlatát fogadták el, így 2025-ig folytathatják tevékenységüket. A szerződés szerint 1043 új kocsit is beszereznek, 660-at a Bombardiertől (111 szerelvény), 383-at pedig a Stadlertől (58 szerelvény).
2017 januárjában az üzletrész 40%-át a japán Mitsui vásárolta meg.

## Fejlesztési tervek

### Greater Anglia (2012–2016)
A 2012-től 2016-ig terjedő időszakban az alábbi fejlesztéseket tervezték:
- Fejlesztett állomások és jegyvásárlási lehetőségek, illetve jobb utastájékoztatás;
- Utasok értesítése SMS-ben a forgalmi zavarokról;
- A londoni Oyster kártya elfogadása a London Liverpool Street és Shenfield, illetve Hertford East között;
- Elektronikus és otthon nyomtatható jegyek bevezetése;
- 600 parkolóhely az állomások mellett;
- További kerékpártárolási lehetőségek a vasútállomásokon;

### East Anglia (2016–2025)
A 2016-2025 időszakra a következő fejlesztéseket tervezik:
- A teljes járműpark cseréje a Regional, Intercity, Stansted Express, West Anglia és Great Eastern vonalakon 2020 szeptemberéig;
- Számos meglévő kocsi felújítása a csere előtt;
- Az utasértékelések emelése legalább 92,9%-ra;
- Két hétköznapi vonat Norwich és Ipswich felől London Liverpool Streetre, az utazási időt 90, illetve 60 perc alatt tartva;
- Ingyenes WiFi a vonatokon és az állomásokon;
- 60 millió fontos fejlesztés Broxbourne, Cambridge, Cheshunt, Harlow Town és Southend Victoria állomásokon;
- Digitális utastájékoztató rendszerek telepítése az összes állomásra, összesen 1800 parkolóhely és 4000 helyes kerékpártároló kialakításával együtt és jegyautomaták telepítésével;
- Új jegyeladási stratégia, figyelve a gyakran utazókra és a részmunkaidős dolgozókra;
- Automatikus pénzvisszafizetés késés esetén bérleteseknek és az előre vásárolt jegyvásárlóknak;
- 120 millió fontos karbantartó műhely fejlesztés Manningtree járműtelepnél;
- Évente 20 gyakornok felvétele és legalább 30 gyakornoki szerződés 2019-ig;
- A Gainsborough vonal fejlesztése Marks Tey és Colchester Town között;[16]
- Visszaállítani a négy közvetlen járatot Lowestoft és London között az East Suffolk vonalon.

## Szolgáltatás
’’2017. május szerinti adatok’’
| Inter-City                                      | Inter-City        | Inter-City |
| Útvonal                                         | Óránkénti indulás | Megállóhelyek |
| ----------------------------------------------- | ----------------- | --- |
| London Liverpool Street – Norwich               | 1                 | Colchester, Manningtree, Ipswich, Diss |
| London Liverpool Street – Norwich               | 1                 | Stratford, Chelmsford, Colchester, Manningtree, Ipswich, Stowmarket, Diss |
| Great Eastern                                   |                   | |
| Útvonal                                         | Óránkénti indulás | Megállóhelyek |
| London Liverpool Street – Southend Victoria     | 3                 | Stratford, Romford, Shenfield, Billericay, Wickford, Rayleigh, Hockley, Rochford, Southend Airport, Prittlewell |
| Wickford – Southminster                         | 1.5               | Battlesbridge, South Woodham Ferrers, North Fambridge, Althorne, Burnham-on-Crouch |
| London Liverpool Street – Ipswich               | 1                 | Stratford, Shenfield, Chelmsford, Hatfield Peverel, Witham, Kelvedon, Marks Tey, Colchester, Manningtree |
| London Liverpool Street – Colchester Town       | 1                 | Stratford, Romford, Shenfield, Chelmsford, Witham, Kelvedon, Marks Tey, Colchester |
| London Liverpool Street – Clacton-on-Sea        | 1                 | Stratford, Shenfield, Ingatestone, Chelmsford, Witham, Colchester, Wivenhoe, Thorpe-le-Soken |
| London Liverpool Street – Braintree             | 1                 | Stratford, Shenfield, Ingatestone, Chelmsford, Witham, White Notley, Cressing, Braintree Freeport |
| Marks Tey – Sudbury                             | 1                 | Chappel & Wakes Colne, Bures |
| Colchester – Walton-on-the-Naze                 | 1                 | Colchester Town, Hythe, Wivenhoe, Alresford, Great Bentley, Weeley, Thorpe-le-Soken, Kirby Cross, Frinton-on-Sea |
| Colchester – Colchester Town (ingavonat)        | 1                 | |
| Manningtree – Harwich Town                      | 1                 | Mistley, Wrabness, Harwich International, Dovercourt |
| West Anglia                                     |                   | |
| Útvonal                                         | Óránkénti indulás | Megállóhelyek |
| London Liverpool Street – Hertford East         | 2                 | Hackney Downs, Tottenham Hale, Ponders End, Brimsdown, Enfield Lock, Waltham Cross, Cheshunt, Broxbourne, Rye House, St Margarets, Ware |
| Stratford – Bishop’s Stortford                  | 1                 | Lea Bridge, Tottenham Hale, Waltham Cross, Cheshunt, Broxbourne, Harlow Town, Sawbridgeworth |
| Stratford – Bishop’s Stortford                  | 1                 | Lea Bridge, Tottenham Hale, Northumberland Park, Angel Road (korlátozott), Enfield Lock, Cheshunt, Broxbourne, Roydon, Harlow Town, Harlow Mill, Sawbridgeworth                                                                                       |
| London Liverpool Street – Cambridge             | 1                 | Tottenham Hale, Cheshunt, Broxbourne, Harlow Town, Bishop’s Stortford, Audley End, Whittlesford Parkway |
| London Liverpool Street – Cambridge North       | 1                 | Tottenham Hale, Cheshunt, Broxbourne, Roydon, Harlow Town, Harlow Mill, Sawbridgeworth, Bishop’s Stortford, Stansted Mountfitchet, Elsenham, Newport, Audley End, Great Chesterford, Whittlesford Parkway, Shelford, Cambridge                        |
| Stansted Express                                |                   | |
| Útvonal                                         | Óránkénti indulás | Megállóhelyek |
| London Liverpool Street – Stansted Airport      | 2                 | Tottenham Hale, Bishop’s Stortford |
| London Liverpool Street – Stansted Airport      | 1                 | Tottenham Hale, Harlow Town |
| London Liverpool Street – Stansted Airport      | 1                 | Tottenham Hale, Harlow Town, Stansted Mountfitchet |
| Regional                                        |                   | |
| Útvonal                                         | Óránkénti indulás | Megállóhelyek |
| Ipswich – Felixstowe                            | 1                 | Westerfield, Derby Road, Trimley |
| Ipswich – Lowestoft                             | 1                 | Woodbridge, Melton, Wickham Market, Saxmundham, Darsham, Halesworth, Brampton, Beccles, Oulton Broad South |
| Ipswich – Cambridge                             | 0.5               | Needham Market, Stowmarket, Elmswell, Thurston, Bury St Edmunds, Kennett, Newmarket |
| Ipswich – Cambridge                             | 0.5               | Needham Market, Stowmarket, Elmswell, Thurston, Bury St Edmunds, Newmarket, Dullingham |
| Ipswich – Peterborough                          | 0.5               | Stowmarket, Bury St Edmunds, Soham, Ely, Manea, March, Whittlesea |
| Norwich – Sheringham                            | 0.5               | Hoveton & Wroxham, Worstead, North Walsham, Cromer, West Runton |
| Norwich – Sheringham                            | 0.5               | Salhouse, Hoveton & Wroxham, North Walsham, Gunton, Roughton Road, Cromer, West Runton |
| Norwich – Great Yarmouth                        | 1                 | Usually Brundall Gardens, Brundall, Lingwood, Acle |
| Norwich – Great Yarmouth                        | 1                 | Korlátozott forgalom Reedhamen keresztül: Brundall Gardens, Brundall, Cantley, Reedham, Berney Arms |
| Norwich – Lowestoft                             | 0.5               | Brundall, Buckenham (korlátozott), Cantley, Reedham, Haddiscoe, Somerleyton, Oulton Broad North |
| Norwich – Lowestoft                             | 0.5               | Oulton Broad North |
| Norwich – Stansted Airport                      | 1                 | Wymondham, Spooner Row (korlátozott), Attleborough, Eccles Road (korlátozott), Harling Road (korlátozott), Thetford, Brandon, Lakenheath (korlátozott), Shippea Hill (korlátozott), Ely, Cambridge North, Cambridge, Whittlesford Parkway, Audley End |
| Dutchflyer                                      |                   | |
| Útvonal                                         | Napi indulás      | Megállóhelyek |
| London Liverpool Street – Harwich International | 4                 | Stratford, Shenfield, Chelmsford, Witham, Kelvedon, Marks Tey, Colchester, Manningtree |
| Cambridge – Harwich International               | 2                 | Dullingham, Newmarket, Kennett, Bury St Edmunds, Thurston, Elmswell, Stowmarket, Needham Market, Ipswich |
| Lowestoft – Harwich International               | 2                 | Oulton Broad South, Beccles, Brampton, Halesworth, Darsham, Saxmundham, Wickham Market, Melton, Woodbridge, Ipswich |

### Stansted Express
A Greater Anglia üzemelteti Stansted Express járatot is, ami London Liverpool Street és London–Stansted repülőtér között közlekedik.

### Dutchflyer
A Greater Anglia üzemelteti a Dutchflyer elnevezésű szolgáltatás egy részét. London Liverpool Street, Cambridge és Lowestoft állomásről indulnak vonatok Harwich International állomásra, ahonnan komppal lehet továbbutazni Hollandiába.

## Járművek
2016 augusztusában jelentették be, hogy 1043 darab új kocsit vásárol a Greater Anglia, melyekkel leválthatják az elavult szerelvényeket. A Bombardierrel közel 1 milliárd font értékű szerződést kötöttek, akik 111 Aventra szerelvényt szállíthatnak le, de a Stadlertől is megrendeltek 58 darab FLIRT szerelvényt. A tervek szerint a járművek 2019 januárjától 2020 szeptemberéig állhatnak forgalomba.

### Járműpark
| Sorozat             | Kép                                                             | Típus               | Max. sebesség     | Max. sebesség     | Kocsik száma      | Darab             | Útvonalak | Gyártási év       |
| Sorozat             | Kép                                                             | Típus               | mph               | km/h              | Kocsik száma      | Darab             | Útvonalak | Gyártási év       |
| Hibrid motorvonat   | Hibrid motorvonat                                               | Hibrid motorvonat   | Hibrid motorvonat | Hibrid motorvonat | Hibrid motorvonat | Hibrid motorvonat | Hibrid motorvonat | Hibrid motorvonat |
| ------------------- | --------------------------------------------------------------- | ------------------- | ----------------- | ----------------- | ----------------- | ----------------- | --- | ----------------- |
| 755/3 FLIRT         | 2 755 sorozat Greater Anglia vonat Norwich állomáson            | Hibrid motorvonat   | 100               | 161               | 3                 | 14                | Bittern Line, East Suffolk Line, Ely to Peterborough Line, Felixstowe Branch Line, Gainsborough Line, Ipswich to Ely Line, Wherry Lines, Breckland Line, West Anglia Main Line              | 2018-2020         |
| 755/4 FLIRT         | 755/4 sorozat Greater Anglia vonat Thetford állomáson           | Hibrid motorvonat   | 100               | 161               | 4                 | 24                | Bittern Line, East Suffolk Line, Ely to Peterborough Line, Felixstowe Branch Line, Gainsborough Line, Ipswich to Ely Line, Wherry Lines, Breckland Line, West Anglia Main Line              | 2018-2020         |
| Villamos motorvonat |                                                                 |                     |                   |                   |                   |                   | |                   |
| 321/3               |                                                                 | Villamos motorvonat | 100               | 161               | 4                 | 30                | Braintree Branch Line, Crouch Valley Line, Dutchflyer, Great Eastern Main Line, Mayflower Line, Shenfield to Southend Line, Sunshine Coast Line                                             | 1988–1991         |
| 321/9               | 3                                                               | Villamos motorvonat | 100               | 161               | 4                 |                   | Braintree Branch Line, Crouch Valley Line, Dutchflyer, Great Eastern Main Line, Mayflower Line, Shenfield to Southend Line, Sunshine Coast Line                                             | 1988–1991         |
| 321/9               |                                                                 |                     |                   |                   |                   |                   | |                   |
| 322                 | 322 sorozat Greater Anglia vonat Liverpool Street állomáson     | Villamos motorvonat | 100               | 161               | 4                 | 3                 | Braintree Branch Line, Crouch Valley Line, Dutchflyer, Great Eastern Main Line, Mayflower Line, Shenfield to Southend Line, Sunshine Coast Line                                             | 1990              |
| 745/0 FLIRT         |                                                                 | Villamos motorvonat | 100               | 161               | 12                | 10                | Great Eastern Main Line: Liverpool Street – Norwich InterCity járatok | 2018-2020         |
| 745/1 FLIRT         | 745/1 sorozat Stansted Express vonat Liverpool Street állomáson | Villamos motorvonat | 100               | 161               | 12                | 10                | Stansted Express | 2018-2020         |
| 720 Aventra         | 720/5 sorozat Greater Anglia vonat Liverpool Street állomáson   | Villamos motorvonat | 100               | 161               | 5                 | 133               | Fen Line, Braintree Branch Line, Hertford East Branch Line, West Anglia Main Line, Crouch Valley Line, Dutchflyer, Great Eastern Main Line, Shenfield to Southend Line, Sunshine Coast Line | 2018-2021         |

### Korábbi járművek
| Sorozat                    | Kép                                                         | Típus                      | Max. sebesség              | Max. sebesség              | Kocsik száma               | Darab                      | Gyártási év                | Selejtezés                 | Vonalak | Megjegyzés                                                 |
| Sorozat                    | Kép                                                         | Típus                      | mph                        | km/h                       | Kocsik száma               | Darab                      | Gyártási év                | Selejtezés                 | Vonalak | Megjegyzés                                                 |
| Mozdonyok és személykocsik | Mozdonyok és személykocsik                                  | Mozdonyok és személykocsik | Mozdonyok és személykocsik | Mozdonyok és személykocsik | Mozdonyok és személykocsik | Mozdonyok és személykocsik | Mozdonyok és személykocsik | Mozdonyok és személykocsik | Mozdonyok és személykocsik | Mozdonyok és személykocsik                                 |
| -------------------------- | ----------------------------------------------------------- | -------------------------- | -------------------------- | -------------------------- | -------------------------- | -------------------------- | -------------------------- | -------------------------- | --- | ---------------------------------------------------------- |
| 68 UKlight                 |                                                             | Dízelmozdony               | 100                        | 161                        | N/A                        | 3                          | 2013-2017                  | 2017                       | Wherry Lines | A Direct Rail Servicestől kölcsönözték.                    |
| 37                         |                                                             | Dízelmozdony               | 80                         | 129                        | N/A                        | 4                          | 1960-1965                  | 2019                       | Wherry Lines | A Direct Rail Servicestől kölcsönözték.                    |
| Mark 2                     |                                                             | Személykocsi               | 100                        | 161                        | N/A                        | 13                         | 1963-1975                  | 2019                       | Wherry Lines | A Direct Rail Servicestől kölcsönözték.                    |
| 90                         |                                                             | Villamosmozdony            | 110                        | 177                        | N/A                        | 15                         | 1987-1990                  | 2020                       | Great Eastern Main Line: Liverpool Street – Norwich InterCity járatok                                                                           |                                                            |
| Mark 3                     |                                                             | Személykocsi               | 125                        | 201                        | N/A                        | 130                        | 1975-1988                  | 2020                       | Great Eastern Main Line: Liverpool Street – Norwich InterCity járatok                                                                           |                                                            |
| Mark 3                     |                                                             | Vezérlőkocsi               | 110                        | 177                        | N/A                        | 15                         | 1988-1990                  | 2020                       | Great Eastern Main Line: Liverpool Street – Norwich InterCity járatok                                                                           |                                                            |
| Villamos motorvonat        |                                                             |                            |                            |                            |                            |                            |                            |                            | |                                                            |
| 315                        |                                                             | Villamos motorvonat        | 75                         | 121                        | 4                          | 61                         | 1980–81                    | 2015                       | Shenfield Metro, Lea Valley Lines, Romford-Upminster Line                                                                                       | Átvette a TfL Rail (44 darab) és az Overground (17 darab). |
| 317/1                      |                                                             | Villamos motorvonat        | 100                        | 161                        | 4                          | 12                         | 1981-1982                  | 2022                       | Fen Line, Hertford East Branch Line, West Anglia Main Line                                                                                      |                                                            |
| 317/5                      | 15                                                          | Villamos motorvonat        | 100                        | 161                        | 4                          | 1981-1982                  |                            | 2022                       | Fen Line, Hertford East Branch Line, West Anglia Main Line                                                                                      |                                                            |
| 317/6                      | 24                                                          | Villamos motorvonat        | 100                        | 161                        | 4                          | 1985-1987                  |                            | 2022                       | Fen Line, Hertford East Branch Line, West Anglia Main Line                                                                                      |                                                            |
| 317/7                      | 1                                                           | Villamos motorvonat        | 100                        | 161                        | 4                          | 1981-1982                  |                            | 2022                       | Fen Line, Hertford East Branch Line, West Anglia Main Line                                                                                      |                                                            |
| 317/8                      | 6                                                           | Villamos motorvonat        | 100                        | 161                        | 4                          | 1981-1982                  |                            | 2022                       | Fen Line, Hertford East Branch Line, West Anglia Main Line                                                                                      |                                                            |
| 317/8                      |                                                             |                            |                            |                            |                            |                            |                            |                            | |                                                            |
| 321/3                      |                                                             | Villamos motorvonat        | 100                        | 161                        | 4                          | 36                         | 1988–90                    |                            | Braintree Branch Line, Crouch Valley Line, Dutchflyer, Great Eastern Main Line, Mayflower Line, Shenfield to Southend Line, Sunshine Coast Line |                                                            |
| 321/4                      | 38                                                          | Villamos motorvonat        | 100                        | 161                        | 4                          |                            | 1988–90                    |                            | Braintree Branch Line, Crouch Valley Line, Dutchflyer, Great Eastern Main Line, Mayflower Line, Shenfield to Southend Line, Sunshine Coast Line |                                                            |
| 321/4                      |                                                             |                            |                            |                            |                            |                            |                            |                            | Braintree Branch Line, Crouch Valley Line, Dutchflyer, Great Eastern Main Line, Mayflower Line, Shenfield to Southend Line, Sunshine Coast Line |                                                            |
| 322                        | 322 sorozat Greater Anglia vonat Liverpool Street állomáson | Villamos motorvonat        | 100                        | 161                        | 4                          | 2                          | 1990                       |                            | Braintree Branch Line, Crouch Valley Line, Dutchflyer, Great Eastern Main Line, Mayflower Line, Shenfield to Southend Line, Sunshine Coast Line |                                                            |
| 360/1 Desiro               |                                                             | Villamos motorvonat        | 100                        | 161                        | 4                          | 21                         | 2002–03                    | 2021                       | Braintree Branch Line, Great Eastern Main Line, Mayflower Line, Sunshine Coast Line                                                             | Átvette az East Midlands Railway                           |
| 360/1 Desiro               |                                                             |                            |                            |                            |                            |                            |                            |                            | |                                                            |
| 379 Electrostar            |                                                             | Villamos motorvonat        | 100                        | 161                        | 4                          | 30                         | 2010–11                    | 2022                       | Fen Line, Stansted Express, West Anglia Main Line                                                                                               |                                                            |
| 379 Electrostar            |                                                             |                            |                            |                            |                            |                            |                            |                            | |                                                            |
| Dízel motorvonat           |                                                             |                            |                            |                            |                            |                            |                            |                            | |                                                            |
| 153 Super Sprinter         |                                                             | Dízel motorvonat           | 75                         | 121                        | 1                          | 5                          | 1987–88                    | 2019                       | Bittern Line, East Suffolk Line, Ely to Peterborough Line, Felixstowe Branch Line, Gainsborough Line, Ipswich to Ely Line, Wherry Lines         | Átvette a Transport for Wales Rail Services                |
| 156 Super Sprinter         |                                                             | Dízel motorvonat           | 75                         | 121                        | 2                          | 9                          | 1987–89                    | 2020                       | Bittern Line, East Suffolk Line, Ely to Peterborough Line, Felixstowe Branch Line, Gainsborough Line, Ipswich to Ely Line, Wherry Lines         | Átvette az East Midlands Railway                           |
| 170/2 Turbostar            |                                                             | Dízel motorvonat           | 100                        | 161                        | 2                          | 4                          | 2002                       | 2019                       | Bittern Line, Breckland Line, East Suffolk Line, Ely to Peterborough Line, Ipswich to Ely Line, Wherry Lines                                    | Átvette a Transport for Wales Rail Services                |
| 170/2 Turbostar            | 3                                                           | Dízel motorvonat           | 100                        | 161                        | 8                          | 1999                       |                            | 2019                       | Bittern Line, Breckland Line, East Suffolk Line, Ely to Peterborough Line, Ipswich to Ely Line, Wherry Lines                                    | Átvette a Transport for Wales Rail Services                |
| 170/2 Turbostar            |                                                             |                            |                            |                            |                            |                            |                            |                            | |                                                            |

## Járműtelep
A Greater Anglia a szerelvényeit Clacton-on-Sea, Ilford és Norwich járműtelepeken tárolja, illetve végzi a karbantartásokat.

## Fordítás
- Ez a szócikk részben vagy egészben  a   Greater Anglia (train operating company) című angol Wikipédia-szócikk fordításán alapul.  Az eredeti cikk szerkesztőit annak laptörténete sorolja fel. Ez a jelzés csupán a megfogalmazás eredetét és a szerzői jogokat jelzi, nem szolgál a cikkben szereplő információk forrásmegjelöléseként.